# Coucou des buissons
Cacomantis variolosus
Espèce
Statut de conservation UICN

 LC  : Préoccupation mineure
Le Coucou des buissons (Cacomantis variolosus) est une espèce d'oiseaux de la famille des Cuculidae. 

## Description
C'est un oiseau gris-brun avec une tache chamois sur la poitrine. Il mesure 23 cm de long. Son cri est très familier dans le bush australien.

## Distribution
Le coucou des buissons est répandu à travers l'Insulinde, la Nouvelle-Guinée, l'archipel des Salomon et le nord et l'est de l'Australie.
Les populations des montagnes hivernent dans les plaines chaudes.

## Sous-espèces
D'après Alan P. Peterson, 12 sous-espèces ont été décrites :
- Cacomantis variolosus addendus (Rothschild & Hartert, 1901) ;
- Cacomantis variolosus aeruginosus (Salvadori, 1878) ;
- Cacomantis variolosus blandus (Rothschild & Hartert, 1914) ;
- Cacomantis variolosus dumetorum (Gould, 1845) ;
- Cacomantis variolosus everetti (Hartert, 1925) ;
- Cacomantis variolosus infaustus (Cabanis, & Heine, 1863) maintenant Cacomantis heinrichi — Coucou de Heinrich ;
- Cacomantis variolosus macrocercus (Stresemann, 1921) ;
- Cacomantis variolosus oreophilus (Hartert, 1925) ;
- Cacomantis variolosus sepulcralis maintenant Cacomantis sepulcralis (S. Müller, 1843) — Coucou à ventre roux ;
- Cacomantis variolosus variolosus (Vigors & Horsfield, 1827) ;
- Cacomantis variolosus virescens (Bruggemann, 1876) ;
- Cacomantis variolosus websteri (Hartert, 1898).